# Protráctil

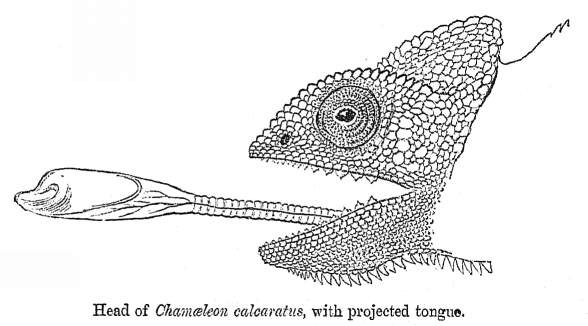
Estructura de la lengua de un camaleón (el extremo de la lengua tiene forma de copa).

El término protráctil, referido a la lengua de algunos animales, significa que esta puede proyectarse mucho hacia fuera de la boca, como en algunos reptiles, especialmente en los camaleones.
Además, algunos peces tienen boca o mandíbula protráctil, que pueden proyectar adelante. Algunos otros vertebrados e invertebrados tienen apéndices protráctiles (tentáculos, ovopositores, etc.).

## Etimología
El término protráctil es una adaptación del latín científico protractilis, derivado del latín clásico protrahĕre, "sacar", "hacer salir".

## En los camaleones

Un camaleón capturando a su presa.

Todos los camaleones son principalmente insectívoros y se alimentan proyectando balísticamente sus largas lenguas de la boca para capturar presas situadas a cierta distancia.
Aunque tradicionalmente se pensaba que las lenguas de los camaleones solían tener entre una y media y dos veces la longitud de sus cuerpos (excluyendo la cola), recientemente se descubrió que los camaleones más pequeños (las especies más pequeñas y los individuos más pequeños de la misma especie) tienen aparatos de lengua proporcionalmente más grandes que los camaleones más grandes.
Por lo tanto, los camaleones más pequeños pueden proyectar la lengua a mayores distancias que los camaleones más grandes, que son el tema da la mayoría de los estudios y las estimaciones de longitud de la lengua, y pueden proyectar la lengua a distancias de más del doble de su longitud corporal.

### Aparato lingual de los camaleones y su funcionamiento
El aparato de la lengua de los camaleones consiste en un hueso hioides altamente modificado, los músculos de la lengua y elementos colágenos. El hueso hioides tiene una proyección alargada de lados paralelos, llamada "proceso entogloso", sobre el cual se asienta un músculo tubular, el denominado "músculo acelerador". El músculo acelerador se contrae alrededor del proceso entogloso y es el responsable de crear el trabajo necesario para impulsar la proyección de la lengua, tanto directamente como a través de los elementos colágenos situados entre el proceso entogloso y el músculo acelerador.
El músculo retractor de la lengua, el hipogloso, conecta los músculos hioides y acelerador, y es el que permite retraer la lengua hacia la boca después da la proyección de la lengua.
La proyección de la lengua se produce con un rendimiento extremadamente alto, llegando a la presa en tan solo 0,07 segundos, por eso solo se puede visualizar utilizando cámaras ultrarrápidas, lanzándose a aceleraciones superiores a 41 g. La potencia con la que se lanza la lengua, que se sabe que es de más de los 3000 W kg−1, excede lo que el músculo es capaz de producir, lo que indica la presencia de una potencia elástica amplificadora para potenciar la proyección de la lengua. El retroceso de los elementos elásticos en el aparato de la lengua es, por lo tanto, el responsable de grandes porcentajes del rendimiento general de la proyección de la lengua.
Una consecuencia de la incorporación de un mecanismo de retroceso elástico al mecanismo de proyección de la lengua es la insensibilidad térmica relativa de la proyección de la lengua en relación con la retracción de la misma, que es impulsada solo por la contracción muscular y es muy sensible térmicamente. Mientras que otros animales ectotérmicos se vuelven lentos a medida que disminuye la temperatura corporal, debido a una reducción de la velocidad contráctil de sus músculos, los camaleones pueden proyectar sus lenguas con un alto rendimiento incluso a bajas temperaturas corporales. Sin embargo, la sensibilidad térmica de la retracción de la lengua en los camaleones no es un problema, ya que tienen un mecanismo muy efectivo para sujetar a su presa una vez que la lengua entró en contacto con ella, incluidos los fenómenos superficiales, como la adhesión húmeda y el enclavamiento y la succión.
La insensibilidad térmica de la proyección de la lengua permite a los camaleones alimentarse efectivamente en las mañanas frías antes de poder elevar conductualmente su temperatura corporal a través de la termorregulación, cuando otras especies de lagartos simpátricos aún están inactivos, probablemente expandiendo temporalmente su temperatura en su nicho ecológico.